# Manciet
Manciet település Franciaországban, Gers megyében. Lakosainak száma 761 fő (2022. január 1.). Manciet Avéron-Bergelle, Ayzieu, Bascous, Bourrouillan, Campagne-d’Armagnac, Cravencères, Eauze, Espas, Réans és Sainte-Christie-d’Armagnac községekkel határos.

## Népesség
A település népességének változása:
| Lakosok száma | 1066 | 857  | 784  | 788  | 810  | 805  | 805  | 804  | 789  | 761  |
|               | 1968 | 1982 | 1990 | 2006 | 2013 | 2015 | 2017 | 2019 | 2020 | 2022 |